# Phare de Pillar Rock Point
Le phare de Pillar Rock Point est un phare édifié sur la petite île de Holy Isle (en gaélique écossais : Eilean MoLaise) attenante à l'Île d'Arran, dans le Firth of Clyde, un bras de mer du comté de Ayrshire à l'ouest de l'Écosse.
Ce phare est géré par le Northern Lighthouse Board (NLB) à Édimbourg,l'organisation de l'aide maritime des côtes de l'Écosse.

## Histoire
La station a été conçue et réalisée par les ingénieurs civils écossais Charles Stevenson et David Stevenson et mis en service en 1905. C'est une tour carrée de 23 m de haut,peinte en blanc,,avec une galerie terrasse et lanterne noire.
Il émet, deux flashes blancs toutes les 20 secondes. Il est un des phares marquant l'entrée de l'estuaire de la Clyde.
Localisé à Pillar Rock Point au sud-est de l'île, à environ 1200 m au nord-est du phare de Lamlash. Il est accessible par un sentier de randonnée et l'île est desservie par un service de traversier à passagers au départ du port de Lamlash.
Depuis 1992, Holy Isle appartient à la communauté de bouddhisme tibétain de Samye Ling.
Identifiant : ARLHS : SCO-100 - Amirauté : A4330 - NGA : 4320.

### Lien connexe
- Liste des phares en Écosse